# Перов, Сергей Степанович
Серге́й Степа́нович Перо́в (23 августа 1889, Великий Устюг, Вологодская губерния — 10 октября 1967, Москва) — российский и советский учёный. Основные работы в области биохимии, физической и коллоидной химии и молоковедения. Являлся основателем новой отрасли биохимии — биохимии белковых веществ.

## Трудовая и общественная деятельность
Окончил гимназию в Вологде, поступил в Петербургский университет, который закончил в 1913 году. После окончания университета возвратился в Вологду, где работал лаборантом.
В 1918 году вступил в РКП(б); выполнял поручения партии по организации работы типографии и научно-технического комитета Губсовнархоза.
В 1920 году избран профессором по кафедре коллоидной химии в ВМХИ Вологодском молочнохозяйственном институте, через некоторое время был принят на работу в Наркомзем в качестве научного консультанта. Позже работал заведующим сельскохозяйственным образованием Главпрофобра, заместителем директора Тимирязевского НИИ, директором Лаборатории белка ВАСХНИЛ (1930—35 и с 1943) и Лаборатории белка АН СССР (1935—42), профессором Московской ветеринарной академии (1932—41) и Московского пушно-мехового института (1930—34 и 1949—55), заведующим Лабораторией белка ВНИИ животноводства.
В 1930 году получил звание профессора, с 1935 года — академик ВАСХНИЛ, в 1936 году защитил диссертацию на соискание степени доктора химических наук.

## Научная деятельность
Получил Сталинскую премию за научные исследования по биохимии белков, опубликованные в работах: «Белковые протокислоты ряда семян травянистых, кустарниковых и деревянистых растений», «Потеря в весе чистейшей белковой протокислоты при 105°», «Основные принципы технологии чистого растительного кормового белка», «Коллоидные свойства чистейшей казеиновой белковой протокислоты в активнокислой среде» (Доклады ВАСХНИЛ, 1947—1948).
С. С. Перовым был разработан метод получения кормового белка для сельскохозяйственных животных, прошедший апробацию в совхозе «Ермолино» Московской области в 1952—1958 гг.
Выступил на августовской сессии ВАСХНИЛ 1948 года в защиту Т. Д. Лысенко.

## Литературная деятельность
В 1915—1925 годах писал стихи под псевдонимом Сергей Стрибожич. Являлся активным членом Северного кружка любителей изящных искусств, критика и искусствоведческие статьи С. С. Перова публиковались в издании кружка «Временник».

## Награды и премии
С. С. Перов награждался следующими государственными наградами и премиями:
- Сталинская премия (Государственная премия СССР) (1949).
- Орден Трудового Красного Знамени (1949)
- Медаль «За доблестный труд в Великой Отечественной войне 1941—1945 гг.»
- Медаль «В память 800-летия Москвы».

## Основные работы
Более 150 научных трудов, в том числе:
- Первичные аналитические приемы изучения животного белка // Доклады ВАСХНИЛ. 1956. Выпуск 9. С. 7-10.
- Белки мышц сельскохозяйственных животных / Соавтор А. П. Садокова // Доклады ВАСХНИЛ. 1957. Выпуск 5. С. 30-34.
- О некоторых вредностях в мышлении и поведении поборников искусственного осеменения // Животноводство. 1958. № 4. С. 87-88.
- О коллоидном состоянии солей казеиновой протокислоты / Соавтор А. П. Садокова // Докл. ВАСХНИЛ. 1964. Вып. 4. С. 37-39.
- Белковые вещества сыворотки крови романовской овцы и влияние кислого белка на живой вес ягнят / Соавтор А. П. Садокова // Труды ВНИИ физиологии и биохимии сельскохозяйственных животных. 1965. Т. 2. С. 16-29.
- Казеиновая белковая протокислота. Методы получения и физико-химическая характеристика, М., 1947;
- Физико-химические показатели ряда протокислот в динамике концентраций и температур (К проблеме строения белковых веществ), М., 1951.